# Wien Westbahnhof
Wien Westbahnhof – jeden z głównych dworców kolejowych Wiednia i Austrii. Posiada połączenia m.in. z Salzburgiem, Monachium, Frankfurtem i Zurychem.
Jest to jednocześnie ważna, węzłowa stacja metra.

## Lokalizacja
Westbahnhof znajduje się w 15. dzielnicy Wiednia, Rudolfsheim-Fünfhaus, na śródmiejskiej osi komunikacyjnej Gürtel (Neubaugürtel) i można do niego dojechać dwiema liniami metra (U3, U6) oraz liniami tramwajowymi 5, 6, 9, 18, 52 i 60. Mariahilfer Straße, która biegnie w kierunku zachodnio-wschodnim w pobliżu południowej strony budynku, zapewnia bezpośrednie połączenie z centrum miasta, podobnie jak linia U3.